# 北門 (加利福尼亞州)
諾斯蓋特（英語：North Gate）是位於美國加利福尼亞州康特拉科斯塔縣的一個人口普查指定地區。

## 地理
諾斯蓋特的座標為37°54′22″N 121°59′53″W / 37.90611°N 121.99806°W，而該地最高點為海拔高度77米（即253英尺）。

## 人口
根據2010年美國人口普查的數據，諾斯蓋特的面積為1.704平方千米，當中陸地面積為1.704平方千米，而水域面積為0.000平方千米。當地共有人口679人，而人口密度為每平方千米398人。